# اوا لاریو
اوا لاریو (انگلیسی: Eva LaRue؛ زادهٔ ۲۷ دسامبر ۱۹۶۶) یک هنرپیشه اهل ایالات متحده آمریکا است.
از فیلم‌های معروف او می‌توان به بازی در فیلم قلب اجاره‌ای اشاره کرد.